# Стежера (Марамуреш)
Стежера (рум. Stejera) насеље је у Румунији у округу Марамуреш у општини Мирешу Маре. Oпштина се налази на надморској висини од 313 m.

## Становништво
Према подацима из 2002. године у насељу је живело 67 становника, од којих су сви румунске националности.